# Sierra Nevada (Argentina)
La Sierra Nevada es una alineación montañosa del sur de Argentina que se localiza en el sector de la Patagonia perteneciente a los departamentos Paso de Indios, Sarmiento y Río Senguer de la provincia de Chubut. Corre en sentido noroeste-sureste. Atravesada por la Ruta Provincial 23.
Forma parte del conjunto denominado Patagónides, cuyas cumbres rondan los 2000 m s. n. m. de altitud máxima. Esta sierra se encuentra cubierta por una capa de origen basáltico que se apoya de manera casi horizontal. A su alrededor aparecen mesetas basálticas y otros relieves aislados que se elevan a una altitud media que oscila entre los 700 y 800 m, formando parte de un paisaje árido e inhóspito, con escasa disponibilidad de agua potable y, por consiguiente, escasamente poblado.